# Tenzorsko polje
Tenzorsko polje je funkcija, ki vsaki točki prostora pripiše tenzor, ki pripada neki fizikalni količini. Ker je tenzor posplošitev skalarja in vektorja, je tenzorsko polje posplošitev skalarnega in vektorskega polja. Mnogo pojmov, ki jih obravnavamo kot tenzorje, je v resnici tenzorsko polje (primer je Riemannov tenzor ukrivljenosti). Velikokokrat se pojem tenzorsko polje uporablja v teoriji mehanske napetosti in natega v materialih. 
Vektorsko polje si lahko predstavljamo kot množico puščic ali šope puščic. Te puščice so v vsaki točki prostora, imajo različne dolžine in različne smeri. Podobno si lahko predstavljamo tenzorsko polje. Pri tenzorskem polju nimamo puščic ampak elipsoide, ki so v vsaki točki prostora. Elipsoidi se po velikosti in obliki razlikujejo od točke do točke.  